# Eupithecia opulenta
Eupithecia opulenta là một loài bướm đêm trong họ Geometridae.